# Alexandre Ribeiro
Alexandre "Xande" Ribeiro (ur. 20 stycznia 1981) − brazylijski grappler oraz zawodnik mieszanych sztuk walki (MMA), wielokrotny mistrz świata w brazylijskim jiu-jitsu i submission fightingu.

## Sportowa kariera

### Grappling
Brazylijskie jiu-jitsu trenuje od 10 roku życia. W 2000 roku został mistrzem świata IBJJF w wadze półciężkiej w kategorii purpurowych pasów. W 2001 roku otrzymał czarny pas. W tym samym roku osiągnął pierwszy znaczący sukces w kategorii czarnych pasów, zwyciężając w klasie absolutnej podczas mistrzostw panamerykańskich. W 2002 roku zdobył brązowy medal mistrzostw świata, przegrywając w klasie absolutnej jedynie z późniejszym mistrzem Márcio Cruzem. Dwa lata później został po raz pierwszy mistrzem świata, wygrywając turniej w wadze ciężkiej. W kolejnych latach mistrzostwo zdobywał jeszcze pięciokrotnie (trzykrotnie w wadze ciężkiej i dwukrotnie w klasie absolutnej).
Pięciokrotnie wystąpił w mistrzostwach świata ADCC w submission fightingu. W 2003 roku swój udział zakończył bez medalu; w 2005 i 2011 roku zdobył brąz w kat. 99 kg, a w 2007 i 2009 roku wywalczył mistrzostwo.

### Mieszane sztuki walki
Na swoim koncie ma dwie zwycięskie zawodowe walki MMA, obie stoczone dla japońskiej organizacji World Victory Road (Sengoku) − w 2008 i 2009 roku.

### Osiągnięcia[1]
- 2011: Mistrzostwa Świata ADCC w submission fightingu − 3. miejsce w klasie absolutnej, 3. miejsce w wadze 99 kg
- 2010: Mistrzostwa Świata IBJJF (Mundial) w brazylijskim jiu-jitsu  − 3. miejsce w klasie absolutnej (czarne pasy), 2. miejsce w wadze ciężkiej (czarne pasy)
- 2009: Mistrzostwa Świata ADCC w submission fightingu − 2. miejsce w klasie absolutnej, 1. miejsce w wadze 99 kg
- 2008: Mistrzostwa Świata IBJJF (Mundial) w brazylijskim jiu-jitsu  − 1. miejsce w klasie absolutnej (czarne pasy), 1. miejsce w wadze ciężkiej (czarne pasy)
- 2007: Mistrzostwa Świata ADCC w submission fightingu −  1. miejsce w wadze 99 kg
- 2007: Mistrzostwa Świata IBJJF (Mundial) w brazylijskim jiu-jitsu  − 3. miejsce w klasie absolutnej (czarne pasy), 1. miejsce w wadze ciężkiej (czarne pasy)
- 2006: Mistrzostwa Świata IBJJF (Mundial) w brazylijskim jiu-jitsu  − 1. miejsce w klasie absolutnej (czarne pasy), 1. miejsce w wadze ciężkiej (czarne pasy)
- 2005: Mistrzostwa Świata ADCC w submission fightingu −  3. miejsce w wadze 99 kg
- 2005: Mistrzostwa Świata IBJJF (Mundial) w brazylijskim jiu-jitsu  − 2. miejsce w wadze superciężkiej (czarne pasy)
- 2004: Mistrzostwa Świata IBJJF (Mundial) w brazylijskim jiu-jitsu  − 3. miejsce w klasie absolutnej (czarne pasy), 1. miejsce w wadze ciężkiej (czarne pasy)
- 2000: Mistrzostwa Świata IBJJF (Mundial) w brazylijskim jiu-jitsu  − 1. miejsce w wadze półciężkiej (88,3 kg) (purpurowe pasy)